# Hemismittoidea taiwanensis
Hemismittoidea taiwanensis är en mossdjursart som beskrevs av Gluhak, Lewis och Popijak 2007. Hemismittoidea taiwanensis ingår i släktet Hemismittoidea och familjen Smittinidae. Inga underarter finns listade i Catalogue of Life.